# Boks na Igrzyskach Azjatyckich 2010
Boks na Igrzyskach Azjatyckich 2010, rozgrywany był w dniach 16 – 26 listopada 2010 w arenie Foshan Gymnasium. Startowali zarówno mężczyźni jak i kobiety. Wśród konkurencji kobiecych, odbyły się tylko trzy: -51 kg, -60 kg oraz -75 kg.

## Medaliści

### Mężczyźni
| Konkurencja                |                     |                    |                        |
| -------------------------- | ------------------- | ------------------ | ---------------------- |
| Waga papierowa 49 kg       | Zou Shiming         | Birżan Żakypow     | Amnat Ruenroeng        |
| Waga papierowa 49 kg       | Zou Shiming         | Birżan Żakypow     | Victorio Saludar       |
| Waga musza 52 kg           | Rey Saludar         | Chang Yong         | Katsuaki Susa          |
| Waga musza 52 kg           | Rey Saludar         | Chang Yong         | Suranjoy Singh         |
| Waga kogucia 56 kg         | Worapoj Petchkoom   | Zhang Jiawei       | Ri Myong-son           |
| Waga kogucia 56 kg         | Worapoj Petchkoom   | Zhang Jiawei       | Wissam Salamana        |
| Waga lekka 60 kg           | Vikas Krishan Yadav | Hu Qing            | Han Soon-chul          |
| Waga lekka 60 kg           | Vikas Krishan Yadav | Hu Qing            | Xurshid Tojibayev      |
| Waga lekkopółśrednia 64 kg | Danijar Jeleusinow  | V. Santhosh Kumar  | Wuttichai Masuk        |
| Waga lekkopółśrednia 64 kg | Danijar Jeleusinow  | V. Santhosh Kumar  | Sanjarbek Rahmonov     |
| Waga półśrednia 69 kg      | Serik Sapijew       | O‘ktamjon Rahmonov | Qiong Maimaititu’ersun |
| Waga półśrednia 69 kg      | Serik Sapijew       | O‘ktamjon Rahmonov | Jargalyn Otgonjargal   |
| Waga średnia 75 kg         | Vijender Singh      | Abbos Atoyev       | Danabek Sużanow        |
| Waga średnia 75 kg         | Vijender Singh      | Abbos Atoyev       | Mohammad Sattarpour    |
| Waga półciężka 81 kg       | Elshod Rasulov      | Dinesh Kumar       | Deepak Maharjan        |
| Waga półciężka 81 kg       | Elshod Rasulov      | Dinesh Kumar       | Meng Fanlong           |
| Waga ciężka 91 kg          | Mohammad Ghossoun   | Manpreet Singh     | Jahon Qurbonow         |
| Waga ciężka 91 kg          | Mohammad Ghossoun   | Manpreet Singh     | Ali Mazaheri           |
| Waga superciężka +91 kg    | Zhang Zhilei        | Iwan Dyczko        | Rouhollah Hosseini     |
| Waga superciężka +91 kg    | Zhang Zhilei        | Iwan Dyczko        | Paramjeet Samota       |

### Kobiety
| Konkurencja        |            |                     |                |
| ------------------ | ---------- | ------------------- | -------------- |
| Waga musza 51 kg   | Ren Cancan | Annie Albania       | Mary Kom       |
| Waga musza 51 kg   | Ren Cancan | Annie Albania       | Aya Shinmoto   |
| Waga lekka 60 kg   | Dong Cheng | Tassamalee Thongjan | Yun Kum-ju     |
| Waga lekka 60 kg   | Dong Cheng | Tassamalee Thongjan | Saida Kasenowa |
| Waga średnia 75 kg | Li Jinzi   | Erdenesoyol Undram  | Seong Su-yeon  |
| Waga średnia 75 kg | Li Jinzi   | Erdenesoyol Undram  | Kavita Goyat   |

### Tabela medalowa
| Poz.    | Państwo          |    |    |    | Łącznie |
| ------- | ---------------- | -- | -- | -- | ------- |
| 1       | Chiny            | 5  | 3  | 2  | 10      |
| 2       | Indie            | 2  | 3  | 4  | 9       |
| 3       | Kazachstan       | 2  | 2  | 2  | 6       |
| 4       | Uzbekistan       | 1  | 2  | 2  | 5       |
| 5       | Tajlandia        | 1  | 1  | 2  | 4       |
| 6       | Filipiny         | 1  | 1  | 1  | 3       |
| 7       | Syria            | 1  | 0  | 1  | 2       |
| 8       | Mongolia         | 0  | 1  | 1  | 2       |
| 9       | Iran             | 0  | 0  | 3  | 3       |
| 10      | Japonia          | 0  | 0  | 2  | 2       |
| 10      | Korea Północna   | 0  | 0  | 2  | 2       |
| 10      | Korea Południowa | 0  | 0  | 2  | 2       |
| 13      | Nepal            | 0  | 0  | 1  | 1       |
| 13      | Tadżykistan      | 0  | 0  | 1  | 1       |
| Łącznie | Łącznie          | 13 | 13 | 26 | 52      |